# Wilhelm von Faber du Faur
Achilles Christian Wilhelm von Faber du Faur (né le 2 décembre 1786 et décédé le 22 mars 1855 à Stuttgart) est un ingénieur sidérurgiste allemand. Il était le chef de l'aciérie de Wasseralfingen. En collaboration avec Karl von Kerner (de), il inventa des appareils qui eurent une influence significative sur le développement de la sidérurgie, notamment dans l'utilisation des fumées de haut-fourneau et de cubilot et le chauffage de l'air de combustion de ces outils.

## Biographie
Fils d'un colonel de cavalerie, il commença en 1806 des études de mathématique et de sciences naturelles à l’université de Tübingen. En 1810, ses études achevées, il débuta comme secrétaire d'usine en second à Königsbronn. En 1811, il devint gestionnaire suppléant à Wasseralfingen et, en 1813, chef du bureau de l'usine.
Cet endroit, qui était un centre sidérurgique historique, était géré depuis 1802 par le duché puis royaume de Wurtemberg. Faber du Faur géra l'usine jusqu'à 1843 avec un remarquable succès. Sous son impulsion, la petite usine fut modernisée jusqu'à atteindre le meilleur niveau technologique de l'époque. À son départ, l'extraction de minerai avait presque triplé, le nombre d’employés quintuplé et la production de métal passée de 3 000 quintaux à 46 000. Il adopta les dernières innovations de l'industrie métallurgique, n'hésitant pas à inventer lui-même des outils.
Wilhelm von Faber du Faur était le demi-frère de Christian Wilhelm von Faber du Faur, un militaire du royaume de Wurtemberg, célèbre pour ses dessins de la Campagne de Russie (1812).

## Innovations techniques

### Captation du gaz de haut fourneau

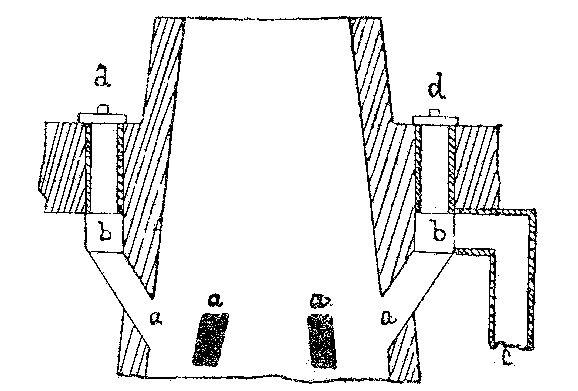
Méthode de captation du gaz de haut fourneau inventée par Faber du Faur.

Faber du Faur fut très sensible aux économies de combustible dans l'industrie sidérurgique. L'utilisation de charbon de bois, combustible coûteux, pouvait en effet être limitée par l'utilisation d'un air chauffé par une source de chaleur plus économique. Appliquant une démarche scientifique et réalisant de nombreux essais, il mit au point en 1837 une captation des gaz par un prélèvement sous le gueulard du haut fourneau, en périphérie de la cuve. Cette invention est complétée par la mise au point d'un appareil capable de réchauffer le vent
Les gaz sont prélevés alors que ceux-ci sont encore au contact du minerai, au deux tiers de la hauteur de la cuve (la position exacte dépendant intiment de la nature des minerais et de la marche du haut fourneau). Ainsi, ils sont secs et, quoique chargés en poussière, ils s'avèrent d'un emploi commode et ont été utilisés comme combustibles dans des fours annexes ainsi que pour chauffer l'air utilisé dans le haut fourneau. Cette invention fut immédiatement saluée par les sidérurgistes car « depuis trois ans que cette idée a été mise en exécution à Wasseralfingen, les résultats ont dépassé toute attente, et elle doit nécessairement produire une révolution dans l'art des forges. » Elle se répand rapidement et, dès 1841, « aucun doute ne s'élève sur le mérite ou sur l'importance de la découverte qui s'est déjà répandue dans la plus grande partie de l'Allemagne, en Suisse et compte même quelques usines dans les états du nord et de la France ».
En effet, la consommation de charbon de bois, dont le coût (de 50 à 82 % du prix de la fonte) et la disponibilité étaient la principale préoccupation des industriels, pouvait être réduite grâce à l'utilisation d'une source d'énergie inutilisée jusque-là. Le gaz peut être utilisé dans les fours fonctionnant à basse température, tels que ceux de mazéage, de préchauffage de la fonte à mazer voire de puddlage, mais aussi pour produire l'air chaud afin d'économiser le combustible aux hauts fourneaux ou aux fours pré-cités. À Wasseralfingen, la production d'air chaud y est obtenue par plusieurs moyens, le souci d'optimiser ayant même conduit Faber du Faur à installer une récupération de chaleur des fumées des fours de mazéage.

### Le chauffage du vent de haut fourneau

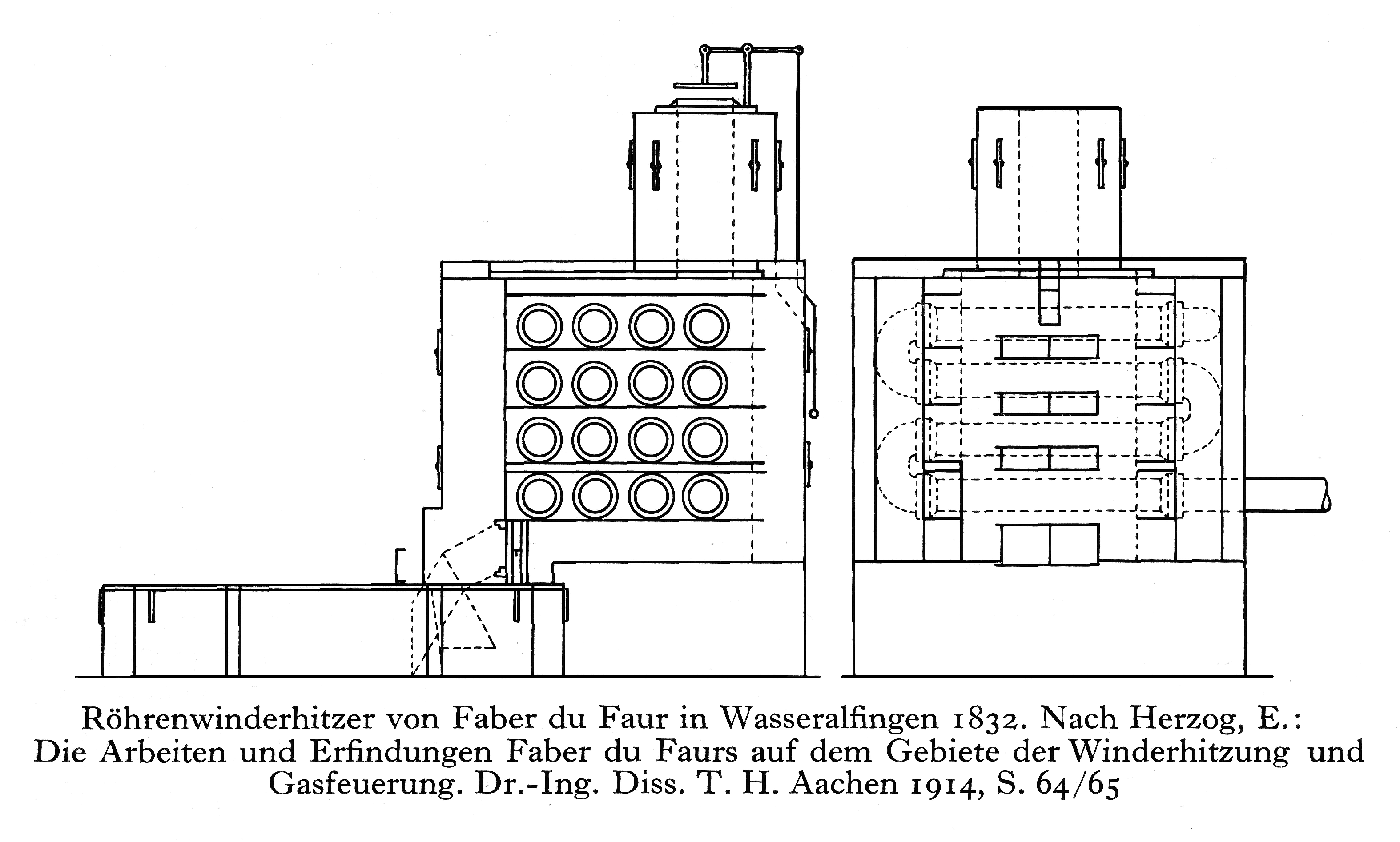
Appareil tubulaire à réchauffer le vent, inventé par Faber du Faur

Le gaz de haut fourneau a été utilisé pour préchauffer le vent insufflé dans le haut fourneau. L'appareil mis au point par Faber du Faur, entièrement métallique, était capable de chauffer le vent jusqu'à 370 °C et, dans ses dernières versions, d'atteindre 540 °C, ce qui correspond à la limite des températures possibles avec la métallurgie de l'époque. Malgré son mauvais rendement (les fumées sortaient du réchauffeur avec une température de 875 à 676 °C), sa fragilité (les coudes des conduites étaient des points faibles évidents) et ses pertes de charge (l'air s'échauffant, son volume augmente, et donc sa vitesse, car il reste dans le même tuyau de section constante),, le « four à vent de Wasseralfingen » correspondait à un investissement plus faible que les fours de Neilson.
Rapidement dépassé par les fours à vent fonctionnant sur le principe de la régénération (Edward-Alfred Cowper a déposé le brevet de son four en 1857) et handicapé par une captation des gaz au gueulard encore imparfaite, le réchauffeur de Faber du Faur a été cependant saluée par la communauté sidérurgique comme une étape essentielle du développement du haut fourneau au vent chaud.

### Fonderie
Un autre apport de Faber du Faur a été son implication dans l'amélioration de la fonderie d'art. Son goût et ses talents artistiques permirent aux usines de Wasseralfingen de prospérer sur le marché des pièces en fonte.